# Robert Mercer (homme d'affaires)
Pour les articles homonymes, voir Robert Mercer.
Robert Mercer, souvent appelé « Bob » par ses proches, né le 11 juillet 1946 à San José en Californie, est un informaticien américain ayant fait partie des premiers chercheurs et développeurs en intelligence artificielle. C'est aussi un homme politique, homme d'affaires et un gestionnaire de fonds spéculatifs américains (ancien co-PDG de la société de fonds spéculatifs Renaissance Technologies),,. Il a été à l'origine (et principal investisseur) de la création de Cambridge Analytica et de sa sœur canadienne AggregateIQ.  
Milliardaire passionné dit-on de trains miniatures, il fuit les médias et les photographes, et à la différence de la plupart de ses pairs milliardaires, il n'investit pas dans les projets sociaux ni dans l'action caritative. Seules quelques photos de lui sont connues, dont lors de tournois de poker ou d'événements caritatifs scientifiques organisés par James Simons (milliardaire fondateur de « Renaissance »). Il est plus connu des grands élus conservateurs pour son soutien financier massif à leurs campagnes politiques conservatrices et libertarienne de droite, parfois combiné à des soutiens stratégiques secrets, comme pour l'élection de Ted Cruz (qu'il a soutenu à hauteur de 13 millions de dollars)  puis de l'élection de Donald Trump en 2016, qui ont bénéficié du pouvoir d'analyse et d'influence de l'intelligence artificielle de la « plateforme logicielle Ripon » crée par Cambridge Analytica et AggregateIQ, deux officines mises en place par Mercer et Steve Bannon avec le Groupe SCL (officine crée par Bannon et Nigel Oakes) pour influencer les élections. Il a aussi massivement financé la lutte contre les politiques environnementales et le négationnisme des sciences du climat. Plus largement, il est l'un des principaux bailleurs de fonds d'organisations soutenant des causes politiques de droite aux États-Unis (ex : Breitbart News). Il est le principal bienfaiteur du super PAC Make America Number 1.
Il s'est aussi immiscé dans les affaires européennes en jouant un rôle-clé en avantageant les partisans du Brexit lors du référendum sur le Brexit ; il a notamment fait don à Nigel Farage de services d'influence (création de profil psychologique, de type psychographie, avec Propagande de type astroturfing) basés sur l'analyse du big data notamment illégalement extrait de comptes Facebook privés,. 
Mercer a été longtemps co-CEO du hedge fund Renaissance Technologies. En novembre 2017, il a annoncé qu'il quitterait cette entreprise, et vendrait sa participation dans Breitbart News à ses filles.

## Risques de confusion de nom
Robert Leroy Mercer ne doit pas être confondu avec l'enseignant-chercheur canadien Robert E. Mercer (également informaticien, également spécialiste en linguistique computationnelle, en programmation logique et en intelligence artificielle),.

## Biographie

### Enfance, éducation
Robert L. Mercer naît le 11 juillet 1946 à San Jose en Californie. 
Il passe son enfance et fait ses études dans l'État du Nouveau-Mexique. 
Dès l'adolescence il se passionne pour le code informatique. Selon lui, son premier contact avec les ordinateurs date de quand il avait 10 ans, quand son père lui a expliqué le fonctionnement de l'IBM 650 (premier ordinateur fabriqué en série doté d'un tambour magnétique et de cartes perforées pouvant effectuer jusqu'à 5 000 multiplications à la minute). Puis, après sa dernière année de lycée, tout en représentant en 1964 le Nouveau-Mexique au National Youth Science Camp (camp scientifique national pour jeunes) en Virginie-Occidentale, il a appris à programmer sur les premiers logiciels connus, notamment un ordinateur IBM.
Il apprend les mathématiques, la physique et l'informatique, jusqu'à obtenir un Ph.D. en 1972.
Tout en préparant son diplôme final, il est employé dans un laboratoire d'armes de l'armée de l'air (à la base aérienne de Kirtland). Il estime y avoir produit un bon travail, tout en estimant qu'il n'était pas optimisé. Il dira plus tard que cette expérience lui a laissé une « vue imprécise » de la recherche financée par le gouvernement.
En 1972, il obtient son doctorat en informatique à l'Université de l'Illinois à Urbana.

### Carrières professionnelles

#### Mercer informaticien, programmeur et chercheur
En 1972, il entre chez IBM et y reste vingt ans. Il s'inscrit alors dans un groupe de travail sur la reconnaissance vocale (au centre de recherche Thomas J. Watson d'IBM). Cette équipe ne disposant pas de linguiste, elle tente donc, bien avant que l'on ait inventé l'expression « big data » - et avec succès - des approches probabilistes et théoriques de linguistique computationnelle et de l'information, qui conduiront à faire rapidement progresser la reconnaissance de la parole, les modèles probabilistes de langage, puis les correcteurs contextuels d'orthographe et les traducteurs automatiques. 
Son équipe de recherche travaille ensuite sur la traduction des langues assistée par ordinateur, il y développe sa méthode : alimenter au maximum l'ordinateur avec des traductions existantes, ce qui est préférable selon lui à l'apprentissage des règles de la linguistique. Ce sont les prémisses des logiciels auto-apprenants.
Publications de travaux de recherche : Au début des années 1990, au sein du Centre de recherche Thomas J. Watson d'IBM, avant l'émergence du Web 2.0, Mercer est l'un des coauteurs de trois articles de la revue spécialisée Computational Linguistics, qui ont depuis, chacun, été cités plusieurs milliers de fois par d'autres articles :
- Peter F. Brown, Vincent J. Della Pietra, Stephen A. Della Pietra, Robert L. Mercer (1993), « The mathematics of statistical machine translation: Parameter estimation ». In: Computational Linguistics 19 (2) (cité 5627 fois au 1er mars 2021, selon Google scholar)[17]
- Peter F. Brown, Peter V. deSouza, Robert L. Mercer, Vincent J. Della Pietra, Jenifer C. Lai (1992), « Class-based n-gram models of natural language ». In: Computational Linguistics 18 (4),. (3878 citations au 1er mars 2021)[18]
- Peter F. Brown, John Cocke, Stephen A. Della Pietra, Vincent J. Della Pietra, Fredrick Jelinek, John D. Lafferty, Robert L. Mercer, Paul S. Roossin (1992) « A Statistical Approach to Machine Translation ». In: Computational Linguistics 18 (4) (2381 citations au 1er mars 2021)

Il a coécrit et copublié une trentaine d'articles, parus entre 1983 et 2006 (principalement entre 1989 et 1993). Son dernier article (2006) porte sur la reconnaissance automatique de la parole en continu du point de vue de la théorie de l'information. Il décrit la structure globale d'un décodeur statistique linguistique (ou LSD pour «  linguistic statistical decoder »)
Selon l'« Association for Computational Linguistics », les approches de son équipe ont permis des percées « révolutionnaires » dans le traitement informatique du langage, qui ont anticipé les développements de l'IA (Intelligence artificielle) du début du XXIe siècle.

#### Mercer financier
En 1993, lui et l'un de ses proches collègues d'IBM (Peter Brown) rejoignent Renaissance Technologies, une société crée dans un hameau calme de Long Island par le mathématicien et cryptographe James Simons en 1993.
En 2009, ils en deviennent tous trois co-PDG. 
En une vingtaine d'années ce fonds spéculatif (hedge fund) grandit jusqu'à gérer environ 25 milliards de dollars, grâce à des programmes et algorithmes modélisant, négociant et devançant souvent le comportement des acteurs des marchés financiers. On parle d'eux comme de « faiseurs d'argent » et parfois comme d'une « société secrète » (SNBC). 

Renaissance Technologies gère en réalité plusieurs fonds, dont l'un, Medallion, est uniquement consacré à l'argent de ses employés. Medallion serait le hedge fund le plus performant au monde, ayant produit 55 milliards de dollars de revenus entre sa création et 2017.
Selon Cadwalladr (The Guardian, 2017), depuis 2010, Mercer a l'avantage de « mieux comprendre que d'autre ce qu'on nommera plus tard le big data, et comment l'exploiter. Il connait aussi « la structure de l'Internet » et surtout, de même que James Simons, il sait ce qu'est un algorithme complexe et comment l'utiliser.

## Le Mercer des paradis fiscaux
Comme 11 autres proches conseillers, soutiens, donateurs de Donald Trump, parfois devenus membres de son cabinet, Mercer a été repéré par le Consortium international des journalistes d'investigation (ICIJ) comme homme d'affaires proche allié de Trump à Wall Street, et comme bénéficiant des réseaux de paradis fiscaux. 
Les autres conseillers et/ou donateurs auxquels Donald Trump est également redevable, et qu'il a souvent appelés voire nommés près de lui durant son mandat de président, et étant dans ce cas sont Stephen Schwarzman, Wilbur Ross, les frères Koch, Rex Tillerson, Paul Singer, Sheldon Adelson, Thomas J. Barrack Jr., Gary Cohn, Carl Icahn, Geoffrey Harrison Palmer, Randal Quarles.

### Mercer, éminence politique de l'ombre
Mercer jouit de sa fortune : il s'est notamment offert une série de yachts, tous appelés Sea Owl ; et un train miniature de 2,9 millions de dollars. Mais il semble aussi progressivement vouloir utiliser ses connaissances et son immense fortune pour « remodeler » le monde selon ses aspirations politiques personnelles libertariennes de droite.
Il a ainsi investi « 45 millions de dollars dans différentes campagnes politiques - toutes républicaines - et il a donné 50 millions de dollars supplémentaires à des organisations à but non lucratif - toutes de droite et le plus souvent ultra-conservatrices ».
De 2011 à janvier 2018, il soutient avec sa seconde fille Rebekah Mercer (à hauteur de plusieurs millions de dollars) les projets politiques et médiatiques de Steve Bannon, jusqu'à la rupture de ce dernier avec le président Donald Trump.
En 2013, sur les conseils de Steve Bannon, il crée les deux filiale respectivement angloaméricaine et canadiennes Cambridge Analytica et AggregateIQ du groupe britannique SCL Group, qu'il connait pour le soutenir financièrement depuis sa création en 1990 (SCL a été créé par l'Américain Steve Bannon et par l'anglais Nigel Oakes, pour mettre à profit les progrès de la psychométrie et de la psychologie comportementale, en les combinant à ceux du traitement quantitatif des données, au service de la communication stratégique (militaire, gouvernementale, affairiste ou le plus souvent électorale et politique). SCLE (ou SCL Elections Ltd). 
Mercer est l'un de ses principaux actionnaires de Cambridge Analytica, et sa fille Rebekah en est administratrice. Il est aussi actionnaire d'AggregateIQ, société-soeur (canadienne) de Cambridge Analytica, deux entreprises qui ont été à l'origine  et au coeur du scandale Facebook-Cambridge Analytica/AggregateIQ et qui se sont ensuite auto-dissoutes (pour en partie se reconstituer avec notamment Data Propria, Auspex International et Emerdata, en partie dans les mêmes locaux).
Il est également joueur de poker.

### Mercer, à la tête d'un empire médiatique et d'influence
Il refuse de parler aux journalistes et se présente comme timide ; « Je ne parle généralement pas de moi, donc ce n'est pas une chose confortable », a-t-il expliqué dans un discours fait à Baltimore lors de la remise d'un prix qui lui a été décerné par l'« Association for Computational Linguistics »,. 
Selon le profil fait de lui par Jane Mayer en 2017 dans The New Yorker, il parle très peu. Tout en restant discret, si ce n'est reclus, réputé taciturne et toujours en retrait de la scène médiatique, il finance cependant massivement des organes d'information conservateurs (ex : Breitbart News ; le Media Research Center de Brent Bozell ; Citizens United Foundation, le Government Accountability Institute et des organisations ayant en commun d'être très opposées aux positions d'Hillary Clinton. Mercer soutient aussi Steve Bannon, président exécutif de Breitbart et directeur de campagne de Donald Trump en 2016. Mercer aurait investi 10 millions de dollars dans Breitbard. 
L'un des discrets piliers de l'empire médiatique de Mercer est le « Government Accountability Institute » (GAI) créé avec Steve Bannon, et lancé avec 2 millions de dollars par Mercer, lequel a placé sa fille Rebekah Mercer au conseil d'administration. Via cet « Institut », R. Mercer et S. Bannon ont alors pu créer une nouvelle forme de journalisme d'investigation, dirigé contre leurs « ennemis » (la gauche et les environnementalistes). 
En 2015, Steve Bannon décrivait comme suit à Forbes le fonctionnement du GAI : des data scientists explorent le dark web (avec selon Bannon un accès à des supercalculateurs d'une valeur de 1,3 milliard de dollars) pour « déterrer » des informations introuvables sur Google. C'est ainsi qu'ils ont pu faire publier par le New York Times l'article « Clinton Cash : The Untold Story of How and Why Foreign Governments and Businesses Helped Make Bill and Hillary Rich », écrit par le président du GAI, Peter Schweizer, puis transformé en un film produit par Rebekah Mercer et Steve Bannon.

Bannon dit aussi pouvoir « armer » n'importe quel récit (ex : à partir de courriels d'Hillary Clinton) et le faire publier en première page du New York Times. 
Ce faisant, le GAI transforme aussi l'agenda des médias d'information, en détournant le public d'autres informations (une autre pratique courante des PSYOP dans la guerre psychologique : la « Noyade stratégique » d'une information dans le flux d'autres messages).
Selon le New-York Times, les stratèges de Mercer, Cambridge Analytica et AggregateIQ, les « super PAC » et d'autres organisations politiques, ainsi que sa fille (Rebekah Mercer) « ont émergé pour jouer un rôle central dans la campagne présidentielle de D. Trump » en combinant leurs moyens.
Le journal note aussi qu'avant d'être la nouvelle directrice de campagne de Donald Trump, Kellyanne Conway avait supervisé l'un des « super PAC » financés par la famille Mercer. De même David Bossie, dont les projets ont aussi été partiellement financés par la « Mercer Family Foundation » a aussi bénéficié d'un super PAC.
Selon The Hill (2016), l'influence de Robert Mercer et de sa seconde fille, Rebekah, peut être retrouvée partout dans les nominations faites par Trump, et dans d'autres décisions prises par Trump et le Parti républicain.

## Idées et soutiens politiques
À partir des années 2010, Robert Mercer (conjointement avec sa femme) fait des donations financières importantes pour de nombreuses causes politiques de droite et d'extrême droite. 
Certaines causes soutenues sont particulièrement notables :
- Soutien au Parti républicain (GOP) : Lors des élections législatives américaines de 2010, il totalise 8 millions de dollars de dons en faveur des républicains, notamment dans un fonds anti-environnemental géré par les frères Koch[14]. Il poursuit avec des dons à chaque élection nationale, mais avec discrétion, en évitant les cérémonies et galas de bienfaisance[14].

Il soutient notamment Arthur B. Robinson (en) et Ted Cruz.
- Soutien à Donald Trump, qui après l'élection présidentielle américaine de 2016[35], lui a valu les remerciements du nouveau président : « I was looking around the room, and I thought, No doubt about it—the people whom the Mercers invested in, my comrades, are now in charge » (« Je regardais dans la pièce, et je pensais : aucun doute, les gens dans lesquels les Mercer ont investi, mes camarades, sont maintenant aux commandes »). En mars 2017, le philanthrope David Magerman (ancien informaticien, et ancien collègue de James Simons et de Mercer avec lequel il a développé les algorithmes de trading pour « Renaissance Technologies » (durant 22 ans), a dit que Mercier a « fait en sorte que le président (Trump) soit entouré de son peuple, et que son peuple a une influence démesurée sur la gestion du pays, simplement parce que Robert Mercer a payé leurs sièges »[36]

- Soutien à l'Institut Government Accountability Institute, une organisation cofondée par Stephen Bannon[37], qui fouille les sources cachées (dark web) afin de proposer des angles d'attaques contre les démocrates américains, dont le plus grand succès est un ensemble d'allégations de fraude fiscale contre Bill et Hillary Clinton en 2015. Sa femme est l'une des principales donatrices de l'Institut[35].

- Soutien aux groupes anti-avortement dits « pro-vie », et de la controverse sur le réchauffement climatique, ou de critiques des thèses écologiques[38] ainsi que de l'islam, notamment lors de la campagne contre le projet de mosquée à Ground Zero (New York)[39] durant laquelle il participe au financement d'une campagne publicitaire qui y est opposée[10].

- Soutien au né-conservatisme dans le monde : il finance le Gatestone Institute, think tank néoconservateur plutôt orienté vers l'Europe, ainsi que le journal canadien The Rebel[40].

Convictions :
- Il estime que le Civil Rights Act de 1964 a été une erreur majeure, dégradant les conditions de vie des Afro-Américains ;
- Il s'est dit convaincu que les bombardements atomiques d'Hiroshima et de Nagasaki ont amélioré la santé des personnes se trouvant à l'extérieur de la zone immédiate d'impact[10].

## Fondation de la famille Mercer (Mercer Family Foundation)
À la différence des fondations créées par de nombreux autres milliardaires ou millionnaires, cette fondation crée par Robert Mercer (et dirigée par sa fille Rebekah) ne semble pas avoir d'objectif philanthropique, mais être uniquement politique. 
Elle a orienté des flux de millions de dollars vers des projets (uniquement conservateurs ou contrant les thèmes démocrates), par exemple en finançant des élus (Ted Cruz notamment), des think tanks et des groupes de pression prônant et diffusant le déni du changement climatique et en soutenant des négationnistes du climat comme Arthur Robinson de l'Oregon Institute of Science and Medicine (en) (OISM, groupe d'influence faisant campagne contre le Protocole de Kyoto,. 
Selon le journal Politico, Robert Mercer et sa fille Rebekah ont initialement beaucoup contribué au « réseau des frères Koch » et assistaient souvent aux sommets des donateurs de Koch. La famille Mercer a alors fait don d'au moins 25 millions de dollars au « réseau Koch ». En 2014, Robert Mercer a donné 2,5 millions de dollars au fonds « Koch's Freedom Partners Action », soit plus que les frères Koch eux-mêmes ; ce qui lui a valu la première de Bloomberg News avec le titre : « The Man who Out-Koched the Kochs » ; ce « super » comité d'action politique a dépensé 24 millions de dollars pour soutenir les républicains, dont  Joni Ernst, qui a gagné dans l'Iowa et Cory Gardner dans le Colorado,,. Puis Rebekah se serait trouvée frustrée par l'inefficacité politique insuffisante de ce réseau. Avec son père, elle s'est alors centrée sur la « Mercer Family Foundation », en l'utilisant pour plus directement canaliser leur soutien aux causes conservatrices et de l'extrême droite américaine et ailleurs dans le monde.
La législation américaine a évolué en facilitant le financement des campagnes par des particuliers et entreprises. En particulier, les « super PAC » ont été rendus possibles par la décision de la Cour suprême de 2010 dans l'affaire portée par Citizens United, qui permet aux campagnes politiques d'accepter des contributions illimitées de la part d'entreprises et de particuliers tant qu'ils ne se coordonnent pas directement avec une campagne.
À titre d'exemple, en 2012 la fondation Mercer a notamment financé :
- le Media Research Center, dont l'objectif affiché est de dénoncer et corriger de supposés préjugés antilibéraux (souvent qualifiés de socialistes, communistes voire environnementalistes) dans divers types de médias[5] et qui est l'une des pièces du jeu de Mercer consistant à perturber l'information par les médias grand public[20] ;
- l'Institut des sciences et de la médecine de l'Oregon, qui nie les changements climatiques anthropiques[5] ;
- et le Heartland Institute, connu pour promouvoir les « solutions de marché libre aux problèmes sociaux et économiques »[5].

Dans les années 2010, selon les données compilées par le « Center for Responsive Politics », Mercer (fuyant les journalistes, et alors inconnu du grand public), a fait don de plus de 8 millions de dollars pour ce seul cycle électoral, ce qui le place en deuxième position pour le financement des républicains (derrière Singer) et en quatrième position tous partis confondus (après un autre gestionnaire de fonds spéculatifs, mais qui lui est devenu environnementaliste : Tom Steyer, et derrière l'ancien maire de New York (Michael Bloomberg). 
Mercer a versé au minimum 1 million de dollars à chacun des « super PACs » créés par le « Club for Growth Action », un organisme libertarien de droite ayant pour objectif de diminuer l'emprise des gouvernements au profit d'une économie exclusivement gérée par la « main du marché ». 
C'est ainsi qu'ont été soutenus et élus des candidats conservateurs comme Tom Cotton en Arkansas, ou que l'« Ending Spending Action Fund » a pu attaquer Michelle Nunn, élue démocrate du Sénat de Géorgie ; le « John Bolton Super PAC » a soutenu ce candidat potentiel à la présidence du GOP mais aussi d'autres personnalités politiques républicaines partisanes d'une défense forte, tels Thom Tillis, qu'il a fait élire au Sénat de Caroline du Nord.

## Les «cibles» politiques de Robert Mercer
Parmi les principales cibles de Mercer figurent : 
- les politiques de protection du climat. Selon une étude (2013) de Robert Brulle (sociologue de l'Université Drexel), intitulée « Retard institutionnel : financement de fondation et création d'organisations américaines de lutte contre le changement climatique », rien que pour soutenir le déni du réchauffement climatique, Mercer et sa Fondation ont dépensé au moins 3 824 000 dollars en sept ans (2003-2010) sur ce thème en finançant notamment le Heartland Institute, le Manhattan Institute, le Media Research Center et l'Oregon Institute of Science and Medicine (OISM)[45].
Peu après, sous l'égide du groupe SCL, Cambridge Analytica (dont le plus gros investisseur est Robert Mercer, qui lui a apporté 5 millions de dollars) et AggregateIQ (dont Mercer est aussi actionnaire) ont ensuite soutenu Donald Trump, dont l'un des premiers actes politiques sera de sortir son pays de l'accord de Paris sur le climat. Ces 3 entreprises se sont déclarées en faillite après les révélations faites à l'occasion du scandale Facebook-Cambridge Analytica/AggregateIQ.

- Hillary Clinton ; selon les sources rassemblées par le Center for Public Integrity (CIP), Mercer a été le « donateur le plus influent de Trump ». Le Super-PAC de Rober Mercer, ce qui était aussi une manière indirecte de soutenir Donald Trump, s'est « uniquement centré sur les attaques contre Clinton ». Ce super-PAC (Mercer Super-PAC, Make America Number 1) était une version remaniée du Keep the Promise I, un groupe soutenu et financé par Mercer pour soutenir le sénateur texan Ted Cruz). Mercer a notamment financé un projet baptisé « Defeat Crooked Hillary »[46],[47]. Jane Mayer (dans The New Yorker, en mars 2017) rapporte que la famille Mercer s'est vigoureusement opposée à une victoire de Clinton, car pensant que « Si Hillary Clinton gagnait, elle abrogerait à la fois les premier et deuxième amendements de la Déclaration des droits ». Compte tenu des enjeux, ont-ils déclaré, « toutes les mains » étaient « nécessaires sur le pont » pour assurer une victoire de Trump. Leur soutien à Cruz ne suffisait plus, estimaient-ils[7]. Selon certains de ses proches, Mercer a cru à une théorie du complot voulant que les Clinton se seraient servis de la CIA pour organiser un trafic de drogue, et qu'ils auraient physiquement supprimé certains de leurs opposants[10].

- L'establishment politique (américain et anglais notamment). Mercer est proche des libertariens de droite, et il est très critique envers les dirigeants politiques, qu'il tient pour des « escrocs corrompus »[35]. 
Selon le CIP, confirmant ainsi la réputation de donateur idéologiquement motivé qu'a acquise Mercer dans les années 2010, le milliardaire a préféré payer « des groupes anti-establishment et des candidats insurgés pour pousser le Parti républicain vers l'extrême droite », et de même pour favoriser le Brexit au Royaume-Uni, plutôt que soutenir des organisations soutenues par les entreprises étroitement associées à l'establishment républicain aux États-Unis et conservateur en Angleterre[22].